# Découverte de la terre: Histoire générale des grands voyages et des grands voyageurs
Découverte de la terre: Histoire générale des grands voyages et des grands voyageurs (Die Entdeckung der Erde: Allgemeine Geschichte der großen Reisen und der großen Reisenden) ist ein dreibändiges populärwissenschaftliches Werk des französischen Schriftstellers Jules Verne (1828–1905) und des französischen Geographiehistorikers und Bibliothekars Gabriel Marcel (1844–1909), das im Verlag Hetzel herausgegeben wurde (jeweils in 2 Teilbänden): I.1/2 - II.1/2 - III.1/2.

## Vorbemerkung
Nach Jules Verne sollte sein Werk dazu dienen, die Geschichte der Entdeckung der Erde zusammenzufassen, nicht nur aller vergangenen Entdeckungen, sondern auch aller neuen Entdeckungen, die die gelehrte Welt in jüngeren Epochen interessiert hatten: die großen Reisenden von Hanno und Herodot bis Livingstone und Stanley.

## Geschichte
Der erste Band, Les Premiers explorateurs (Die ersten Entdecker), erschien 1870 und eine überarbeitete Neuausgabe 1878. Ihm folgte 1879 die Veröffentlichung des zweiten Bandes Les grands navigateurs du XVIIIe siècle (Die großen Seefahrer des 18. Jahrhunderts) und 1880 die Veröffentlichung des dritten Bandes Les Voyageurs du XIXe siècle (Die Reisenden des 19. Jahrhunderts).
Den Bibliothekar Gabriel Marcel hatte Jules Verne ab dem zweiten Band hinzugezogen wegen dessen Fremdsprachenkenntnissen (grâce à sa connaissance de quelques langues étrangères qui me sont inconnues). Der erste Band davon ist vollständig von Jules Vernes Hand geschrieben. Jules Verne schreibt dazu im Vorwort des 2. Bandes:

« Pour donner à cette œuvre, forcément agrandie par les derniers travaux des voyageurs modernes, toutes les garanties qu'elle comporte, j'ai appelé à mon aide un homme que je considère à bon droit comme un des géographes les plus compétents de son époque: M. Gabriel Marcel, attaché à la Bibliothèque nationale »

„Um diesem Werk, das zwangsläufig durch die neuesten Arbeiten moderner Reisender vergrößert wird, alle Garantien zu geben, das es alles umfasst, habe ich einen Mann zu meiner Hilfe gerufen, den ich mit gutem Grund als einen der kompetentesten Geografen seiner Zeit betrachte: Herrn Gabriel Marcel, der an der Nationalbibliothek arbeitet.“

## Übersicht
Hinweis: Anders als die Band-, Teil- und Kapitelangaben wurden die Personennamen im Fließtext in der französischen Schreibung belassen (nach dem Muster: [[Herodot|Hérodote]]). Die Kapitel- und Abschnittsüberschriften wurden zusätzlich ins Deutsche übersetzt.

### Band 1:Les Premiers explorateurs, 1870 (2 Bände)
Erster Teil
- Kapitel 1: Voyageurs célèbres avant l'ère chrétienne / Berühmte Reisende in vorchristlicher Zeit: Hannon, Hérodote, Pythéas, Néarque, Eudoxus, César, Strabon.
- Kapitel 2: Voyageurs célèbres du premier au neuvième siècle / Berühmte Reisende vom 1. bis zum 9. Jahrhundert: Pausanias, Fa-Hian, Cosmas Indicopleustes, Arculphe, Willibald, Soleyman.
- Kapitel 3: Voyageurs célèbres du dixième au treizième siècle / Berühmte Reisende vom 10. bis zum 13. Jahrhundert: Benjamin de Tudele, Plan de Carpin, Rubruquis.
- Kapitel 4: Marco Polo (1253–1327).
- Kapitel 5: Ibn Battuta (1328–1353).
- Kapitel 6: Jean de Béthencourt (1339–1425).
- Kapitel 7: Christophe Colomb (1436–1506).
- Kapitel 8: La conquête de l'Inde et du pays de épices / Die Eroberung Indiens und des Landes der Gewürze: Covilham, Paiva, Vasco da Gama, Paulo da Gama, Álvares Cabral, João da Nova, Albuquerque, Tristan da Cunha, Almeida.

Zweiter Teil
- Kapitel 1:
  - Les Conquistadores de l'Amérique centrale / Die Konquistadoren Mittelamerikas: Hojeda, Améric Vespuce, Juan de la Cosa, V. Yáñez Pinzón, Bastidas, Diego de Lepe, Diaz de Solis, Ponce de Léon, Balboa, Grijalva.
  - Fernand Cortès
  - François Pizarre, Don Diègue d’Almagro, Pierre d’Alvarado, Gonzalo Pizarre, Orellana
- Kapitel 2:
  - Premier voyage autour du monde / Erste Reise um die Welt: Magellan
- Kapitel 3:
  - Les Expéditions polaires et la recherche du passage du Nord-Ouest / Polarexpeditionen und die Suche nach der Nordwestpassage: les Northmen, Erik le Rouge, les Zeno, Cortereal, Jean Cabot, Sébastien Cabot, Willoughby, Chancellor
  - Jean Verrazzano, Jacques Cartier, Martin Frobisher, John Davis, Barentz
- Kapitel 4:
  - Les voyages d'aventure et la guerre de course / Abenteuerreisen und der Handelskrieg: Drake, Cavendish, De Noort, Walter Raleigh
- Kapitel 5: Missionnaires et colons. Commerçants et touristes / Missionare und Siedler. Händler und Touristen: missionnaires italiens au Congo, missionnaires portugais en Abyssinie, Brue au Sénégal et Flacourt à Madagascar, apôtres de l'Inde, de l'Indo-Chine et du Japon
  - Les Hollandais aux îles aux épices / Die Holländer auf den Gewürzinseln: Lemaire et Schouten, Tasman, Mendana, Quiròs et Torres, Pyrard de Laval, Pietro della Valle, Tavernier, Thévenot, Bernier, Robert Knox, Chardin, De Bruyn, Kaempfer
- Kapitel 6: La Grande flibuste / Die große Freibeuterei: Guillaume Dampier
  - Le Pôle et l'Amérique / Der Pol und Amerika: Hudson et Baffin, Champlain et La Salle, Les Anglais sur la côte de l'Atlantique, Les Espagnols dans l'Amérique du Sud...

### Band 2:Les Navigateurs du XVIIIe siècle, 1879 (2 Bände)
Erster Teil
- Kapitel 1: Astronomes et cartographes / Astronomen und Kartographen
  - Cassini, Picard, La Hire, La méridienne et la carte de France, G. Delisle et J.-B. d’Anville, La figure de la Terre, Maupertuis en Laponie, La Condamine et l'équateur
  - La Guerre de course au XVIIIe siècle : Voyage de Wood-Rodgers, Aventures d'Alexandre Selkirk, George Anson
- Kapitel 2: Les Précurseurs du capitaine Cook / Die Vorläufer des Kapitäns Cook
  - Roggewein, John Byron
  - Wallis, Carteret
  - Louis-Antoine de Bougainville
- Kapitel 3: Premier voyage du capitaine Cook / Erste Reise von Kapitän Cook
- Kapitel 4: Second voyage du capitaine Cook / Zweite Reise des Kapitäns Cook

Zweiter Teil
- Kapitel 1: Les Navigateurs français / Die französischen Seefahrer
  - Bouvet de Lozier, Surville, Marion-Dufresne, Kerguelen, Fleurieu, Verdun de la Crenne
  - La Pérouse, Paul Fleuriot de Langle, Antoine Bruny d'Entrecasteaux
  - Étienne Marchand, George Bass, Matthew Flinders, Nicolas Baudin
- Kapitel 2: Les Explorateurs de l'Afrique / Die Entdecker Afrikas
  - Thomas Shaw, Friedrich Konrad Hornemann, Michel Adanson, Daniel Houghton, Mungo Park, Anders Sparrman, Le Vaillant, Lacerda, James Bruce, William George Browne
- Kapitel 3: L'Asie et ses peuples / Asien und seine Völker
  - Nicolas Witsen, Jean-Baptiste Du Halde, George Macartney, Volney, Choiseul-Gouffier, Jean-Baptiste Le Chevalier, Guillaume-Antoine Olivier, Peter Simon Pallas
- Kapitel 4: Les Deux Amériques / Die beiden Amerika
  - Juan de Fuca, Bartholomew de Fonte, Vitus Bering, George Vancouver, Samuel Hearne, Alexander Mackenzie, La Condamine, Alexander von Humboldt, Aimé Bonpland

### Band 3:Les Voyageurs du XIXe siècle, 1880 (2 Bände)
Erster Teil
- Kapitel 1: L’Aurore d'un siècle de découvertes / Die Morgenröte eines Jahrhunderts der Entdeckungen
  - Ulrich Jasper Seetzen, Jean Louis Burckhardt, Alexander G. Webb, Charles Christie, Henry Pottinger, Mountstuart Elphinstone, Claude Mathieu de Gardane, Adrien Dupré, James Morier, John Macdonald Kinneir, William Price, Gore Ouseley, Johann Anton Güldenstädt, Julius Klaproth, Lewis et Clark, Thomas Stamford Raffles
- Kapitel 2: L’Exploration et la colonisation de l'Afrique / Die Erforschung und Kolonisierung Afrikas
  - John Peddie, Thomas Campbell, Joseph Ritchie, George Francis Lyon, Dixon Denham, Walter Oudney, Hugh Clapperton, Toole
  - Hugh Clapperton (deuxième voyage), Richard Lander, James Kingston Tuckey, Thomas Edward Bowdich, Gaspard Théodore Mollien, William Gray, René Caillié, Alexander Gordon Laing, Richard et John Lander, Frédéric Cailliaud, Pierre-Constant Letorzec
- Kapitel 3: Le mouvement scientifique oriental et les explorations américaines / Die östliche Wissenschaftsbewegung und die amerikanischen Erkundungen
  - Alexander von Humboldt, Zebulon Pike, Stephen Harriman Long, Lewis Cass, Henry Rowe Schoolcraft, Johann Baptist von Spix, Carl Friedrich Philipp von Martius, le prince Maximilien de Wied-Neuwied, Alcide d’Orbigny

Zweiter Teil
- Kapitel 1: Les Circumnavigateurs étrangers / Ausländische  Weltumsegler
  - Johann Adam von Krusenstern, Otto von Kotzebue, Frederick William Beechey, Friedrich von Lütke
- Kapitel 2: Les Circumnavigateurs français / Französische Weltumsegler
  - Charles de Freycinet, Louis Isidore Duperrey
  - Louis-Antoine de Bougainville, Jules Dumont d’Urville
- Kapitel 3 : Les Expéditions polaires / Die Polarexpeditionen
  - Fabian Gottlieb von Bellingshausen, James Weddell, John Biscoe, Charles Wilkes, John Balleny, Dumont-d’Urville, Aimé Coupvent-Desbois, James Clark Ross
  - Le Pôle Nord / Der Nordpol: Piotr Fiodorovitch Anjou, Ferdinand von Wrangel, John Ross, William Edward Parry, John Franklin, Peter Warren Dease, Thomas Simpson

## Ausgaben
- Erstausgaben: Hetzel 1870, 1878, 1879 und 1880 (Édition originale illustrée de 59 dessins par Léon Benet et Paul Philippoteaux, de 35 fac-similés de gravures anciennes, 20 cartes ou plans.)
- Neuausgaben:
  - Max Chaleil éditeur 1992 (1 Band)
  - Diderot éditeur 1998 (3 Bände)